# 梁㙜
梁㙜（496年—580年），字洛都，长池县（今四川省巴中市南江县）人，北魏、西魏、北周官员。

## 生平
梁㙜的父亲梁去斤在魏献文帝拓跋宏时期为陇西郡太守。梁㙜年少果敢，有志气操守。孝昌年间，梁㙜跟随尔朱天光讨伐关陇地区，一年之中经历了大小二十多次战役，因功获授子都督，获赐爵陇城乡男。普泰初年，梁㙜升任都督，之后隶属侯莫陈悦讨伐南秦州的众多盗贼，将他们平定。侯莫陈悦上表任命梁㙜为假节、卫将军、左光禄大夫。不久梁㙜代理天水郡太守，又转而代理赵平郡太守。梁㙜屡次出任太守，很有声誉政绩。没多久，尔朱天光征召梁㙜返回，引入军帐中听用。等到尔朱天光在韩陵之战中战败，梁㙜又成为贺拔岳的心腹。
永熙三年（534年），贺拔岳被侯莫陈悦害死后，梁㙜与众将议论推举宇文泰统帅全军。永熙三年三月，梁㙜又出任天水郡太守，跟随宇文泰讨伐侯莫陈悦，将他击败。大统元年（535年）三月，梁㙜再度出任赵平郡太守，又和太仆石猛击败两山的屠各，西魏文帝元宝炬诏令增加梁㙜食邑一百户。大统四年（538年）三月，梁㙜转任平凉郡太守。当时莫折后炽聚集轻捷剽悍的队伍，入侵抢掠居民。泾州刺史史宁讨伐莫折后炽，长时间不能取胜。梁㙜陈述贼人的军事阵势，同时论述攻取的策略，史宁认为很好就听从了，于是击败了贼寇。之后梁㙜随于谨击败刘平伏，朝廷记录前后功劳，于大统八年（542年）三月任命梁㙜出任颍州诸军事、颍州刺史，赐姓贺兰氏。同月，梁㙜封陇城县开国男，食邑三百户。梁㙜又跟随大军支援玉璧，参与邙山之战，于大统十年（544年）九月出任帅都督，进爵为陇城县开国伯，增加食邑七百户。大统十三年（547年）四月，梁㙜出任南夏州诸军事、南夏州刺史，同年六月兼任大都督。大统十五年（549年）二月，梁㙜正式出任大都督，同月出任仪同，很快又加开府。魏前二年（552年）九月，梁㙜任苌州大中正。
周孝闵帝宇文觉登基，梁㙜于北周元年（557年）七月进爵为敷州中部县开国公，增加食邑一千户。北周二年（558年）二月，梁㙜出任陕州诸军事、陕州刺史。武成年间，梁㙜跟随贺兰祥征讨洮阳，率先登城有功，另外封绥安县侯，食邑一千户，诏令听任梁㙜将爵位另外转授给儿子梁元庆。
保定三年（563年），梁㙜加大将军，其余官职如故。保定五年（565年）二月，梁㙜出任敷州诸军事、敷州刺史。天和元年（566年）六月，梁㙜进爵为中部郡开国公。天和二年（567年）十二月，北周派遣将领围困洛阳，断绝北齐守军的运粮道路。当时周军围困洛阳，很久无法攻克。北齐的骑兵忽然赶到，齐国公宇文宪率兵抵御。周军有数人被齐军俘虏，已离开阵地二百多步，梁㙜望见后十分愤怒，独自骑马冲入敌阵，射杀两人，齐军纷纷败退，被俘虏的人于是得以归还。宇文宪经常赞叹说：“梁㙜果敢刚毅能决断，别人赶不上。”天和三年（568年）正月，齐后主诏令斛律光率领步兵骑兵三万人前往讨伐周军。齐军抵达定陇后，张掖公王杰、中州刺史梁士彦、开府司水大夫梁景兴等人驻扎在鹿卢交的道路上，斛律光披甲执矛，身先士卒冲入周军，兵刃相交后王杰的部下溃散，被斩首二千多级。斛律光又推进到宜阳，与齐国公宇文宪、申国公李穆相持了一百多天。斛律光修筑统关、丰化二城，以打通宜阳的道路。斛律光率军撤退抵达安邺，宇文宪等人率领军队号称五万人紧随其后。斛律光派出骑兵反击，周军溃败，开府宇文英、都督越勤世良、韩延等人被俘虏，被斩首三百多。宇文宪又命令王杰、大将军中部公梁㙜与梁景兴、梁士彦等人率领步兵骑兵三万人在鹿卢交截断要路。斛律光与韩贵孙、呼延族、王显等将领合击，大败周军，梁景兴被斩首，又俘获了周军一千多匹马。建德五年（576年）十二月，梁㙜跟随周武帝平定北齐，加上大将军。大象二年（580年）六月，梁㙜加柱国。
梁㙜性情通达，待人接物很宽厚。至于治理百姓处理政务，尤其把仁爱作为本心。梁㙜不过认识一千多字，口授书信，文辞意思都值得一看，年纪超过六十岁，还能身披铠甲上战马，不用踩着马镫，骑马奔驰射箭打猎，箭无虚发。大象二年，梁㙜因病在长安去世，虚岁八十有五。开皇元年（581年），朝廷赠予梁㙜上柱国。开皇二年岁次壬寅四月甲戌朔十一日甲申（582年5月18日），梁㙜葬于长安西北廿五里洪突川。

## 墓地
2020年6月至2021年11月间，陕西省考古研究院在咸阳市渭城区底张街道和北杜街道发掘了梁㙜的墓地，墓志上罗列了梁㙜11个儿子和16个孙子的名字和官职。

## 家庭

### 子女
- 梁库多干，一名元庆，长子，上仪同、绥安公[1]
- 梁仲和，次子，开府、岚州刺史、沁阳公[1]
- 梁什伐，三子，上仪同[1]
- 梁窟拔，四子，上开府、东垣公[1]
- 梁大雷，五子，大都督[1]
- 梁地汾，六子，上士[1]
- 梁吐拔，七子，仪同、高阳公[1]
- 梁阿臈，八子，大都督[1]
- 梁阿拔，九子，大都督[1]
- 梁安国，十子，上士[1]
- 梁天养，十一子[1]

### 孙子女
- [1]
- 梁突厥[1]
- 梁野，帅都督[1]
- 梁金刚[1]
- 梁阿鸭儿[1]
- 梁石生[1]
- 梁子荣[1]
- 梁罗云[1]
- 梁树生[1]
- 梁善弘[1]
- 梁吒奴[1]
- 梁真道[1]
- 梁阿东儿[1]
- 梁广勋[1]
- 梁阿盖[1]
- 梁武建[1]

## 延伸阅读
[在维基数据编辑]
 《周書·卷27》，出自令狐德棻《周書》
 《北史·卷065》，出自李延壽《北史》